# The Great Cold Distance
Albums de Katatonia
Viva Emptiness
(2003) Live Consternation
(2007)
The Great Cold Distance est le septième album du groupe de metal suédois Katatonia, sorti en 2006 sous le label Peaceville Records.

## Liste des chansons
Toutes les chansons sont écrites et composées par Nyström et Renkse, sauf si annoté.
| No  | Titre                                       | Durée |
| --- | ------------------------------------------- | ----- |
| 1.  | Leaders                                     | 4:21  |
| 2.  | Deliberation (Nyström, Renkse & F. Norrman) | 4:00  |
| 3.  | Soil's Song                                 | 4:12  |
| 4.  | My Twin                                     | 3:41  |
| 5.  | Consternation                               | 3:51  |
| 6.  | Follower                                    | 4:46  |
| 7.  | Rusted                                      | 4:21  |
| 8.  | Increase                                    | 4:20  |
| 9.  | July                                        | 4:45  |
| 10. | In The White                                | 4:54  |
| 11. | The Itch                                    | 4:20  |
| 12. | Journey Through Pressure                    | 4:21  |